# Ellon
Ellon est une commune française, située dans le département du Calvados en région Normandie, peuplée de 632 habitants.

## Géographie
La commune est au cœur du Bessin. Son bourg est à 7,5 km au nord-ouest de Tilly-sur-Seulles, à 7,6 km au sud de Bayeux et à 15 km à l'est de Balleroy.
Le village se trouve dans la vallée de l'Aure.
| Guéron   | Monceaux-en-Bessin | Nonant            |
| Arganchy | Ellon              | Nonant            |
|          | Juaye-Mondaye      | Condé-sur-Seulles |

### Hydrographie
La commune est située dans le bassin Seine-Normandie. Elle est drainée par l'Aure et  et un autre petit cours d'eau,.
L'Aure, d'une longueur de 82 km, prend sa source dans la commune de Caumont-sur-Aure et se jette  dans la Vire en limite d'Osmanville, Isigny-sur-Mer et Carentan-les-Marais, après avoir traversé 26 communes. 

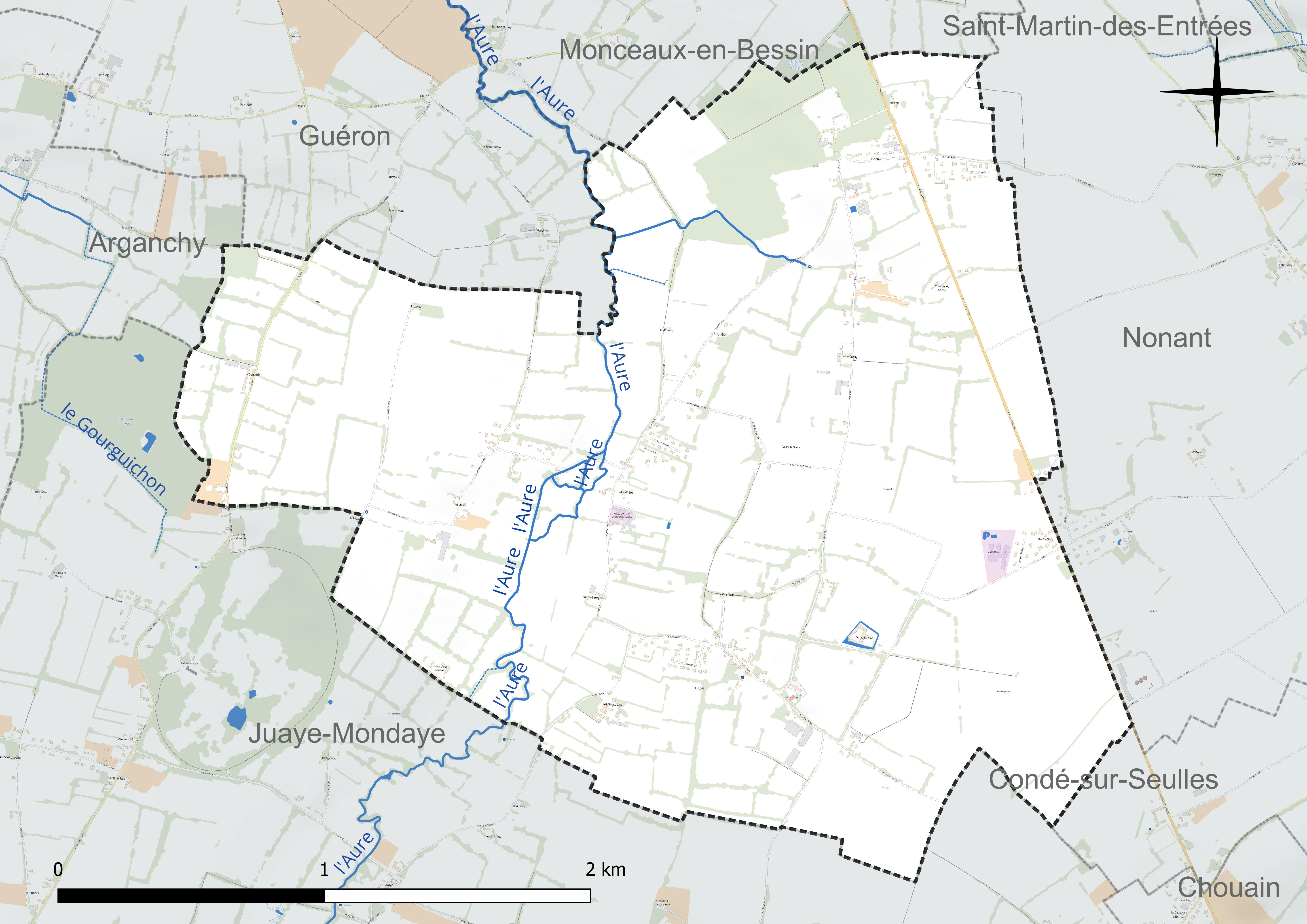
Réseau hydrographique d'Ellon.

### Climat
Pour des articles plus généraux, voir Climat de la Normandie et Climat du Calvados.
En 2010, le climat de la commune est de type climat océanique franc, selon une étude du CNRS s'appuyant sur une série de données couvrant la période 1971-2000. En 2020, Météo-France publie une typologie des climats de la France métropolitaine dans laquelle la commune est exposée à un climat océanique et est dans la région climatique  Normandie (Cotentin, Orne), caractérisée par une pluviométrie relativement élevée (850 mm/a) et un été frais (15,5 °C) et venté. Parallèlement le GIEC normand, un groupe régional d'experts sur le climat, différencie quant à lui, dans une étude de 2020, trois grands types de climats pour la région Normandie, nuancés à une échelle plus fine par les facteurs géographiques locaux. La commune est, selon ce zonage, exposée à un « climat des plateaux abrités », correspondant à la plaine agricole de Caen à Falaise, sous le vent des collines de Normandie et proche de la mer, se caractérisant par une pluviométrie et des contraintes thermiques modérées.
Pour la période 1971-2000, la température annuelle moyenne est de 10,5 °C, avec  une amplitude thermique annuelle de 11,6 °C. Le cumul annuel moyen de précipitations est de 801 mm, avec 12,8 jours de précipitations en janvier et 7,4 jours en juillet. Pour la période 1991-2020, la température moyenne annuelle observée sur la station météorologique la plus proche, située sur la commune de Balleroy-sur-Drôme à 12 km à vol d'oiseau, est de 11,2 °C et le cumul annuel moyen de précipitations est de 924,3 mm,. Pour l'avenir, les paramètres climatiques de la commune estimés pour 2050 selon différents scénarios d'émission de gaz à effet de serre sont consultables sur un site dédié publié par Météo-France en novembre 2022.

## Urbanisme

### Typologie
Au 1er janvier 2024, Ellon est catégorisée commune rurale à habitat dispersé, selon la nouvelle grille communale de densité à 7 niveaux définie par l'Insee en 2022.
Elle est située hors unité urbaine. Par ailleurs la commune fait partie de l'aire d'attraction de Caen, dont elle est une commune de la couronne,. Cette aire, qui regroupe 296 communes, est catégorisée dans les aires de 200 000 à moins de 700 000 habitants,.

### Occupation des sols
L'occupation des sols de la commune, telle qu'elle ressort de la base de données européenne d'occupation biophysique des sols Corine Land Cover (CLC), est marquée par l'importance des territoires agricoles (99,8 % en 2018), une proportion identique à celle de 1990 (99,8 %). La répartition détaillée en 2018 est la suivante : 
prairies (65,1 %), terres arables (30,9 %), cultures permanentes (3,8 %), forêts (0,2 %). L'évolution de l'occupation des sols de la commune et de ses infrastructures peut être observée sur les différentes représentations cartographiques du territoire : la carte de Cassini (XVIIIe siècle), la carte d'état-major (1820-1866) et les cartes ou photos aériennes de l'IGN pour la période actuelle (1950 à aujourd'hui).

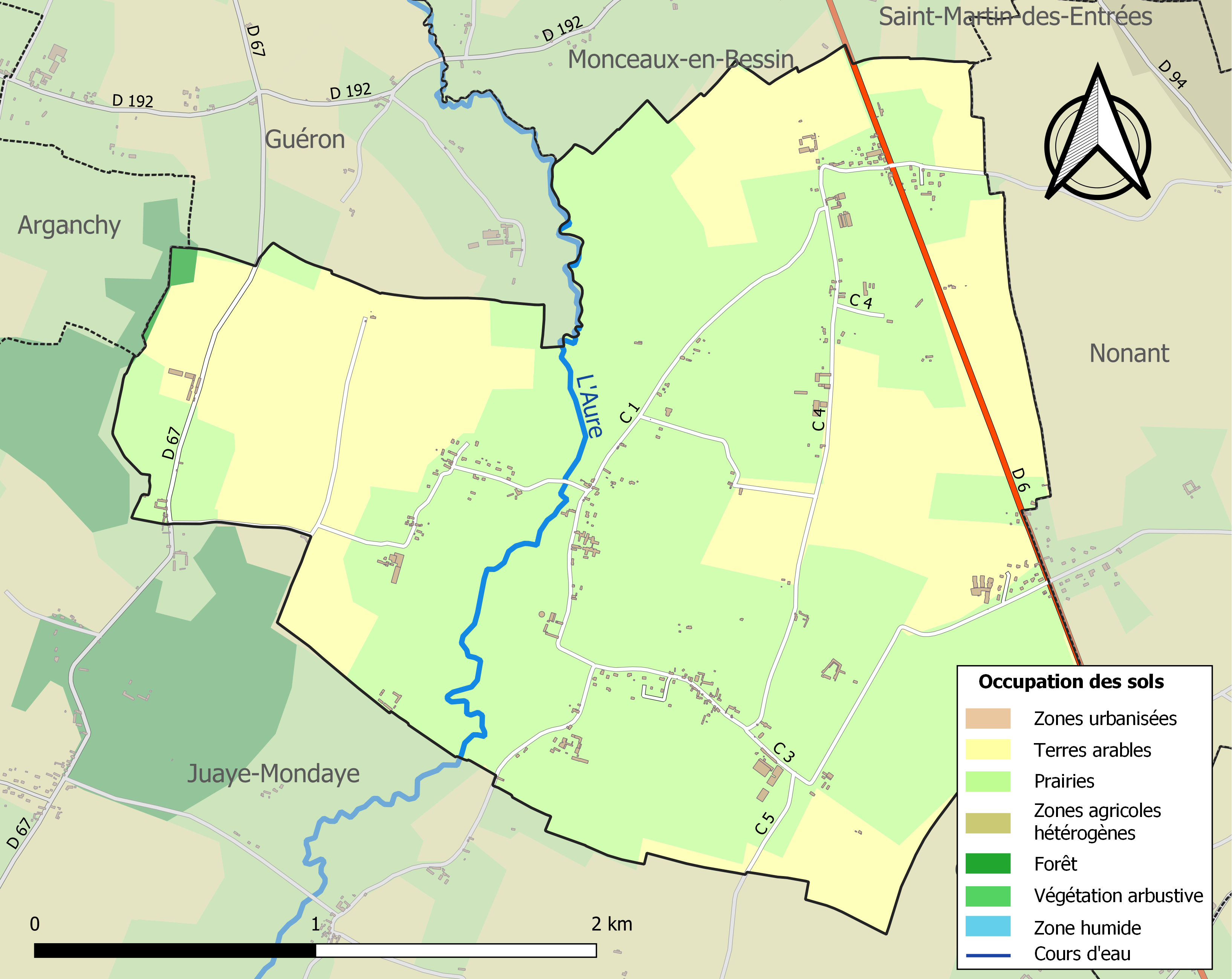
Carte des infrastructures et de l'occupation des sols de la commune en 2018 (CLC).

## Toponymie
Le nom de la localité est attesté sous la forme [apud] Elon en 1207 (cartulaire de Mondaye f° 13 v°); de Elone en 1212, Elo en 1277; Heslonde au XIIIe siècle; Yellon en 1653.
Le toponyme serait issu d'un anthroponyme germanique tel que Ello ou Ellon,,, avec ou sans suffixe roman -o/-onis de localisation et de propriété.
Alternativement, la forme Heslonde du XIIIe siècle peut indiquer une origine du vieux norrois hesli « noisetier » lundr « bosquet », « bois ». Cependant François de Beaurepaire conteste cette attribution puisque ses références ne sont pas précisées, sans pour autant tenir compte des propositions antérieures et considère l'origine du toponyme comme incertaine.
Le gentilé est Ellonais.

## Politique et administration
| Période                                  | Période  | Identité       | Étiquette | Qualité         |
| ---------------------------------------- | -------- | -------------- | --------- | --------------- |
| 1989                                     | 2001     | Bernard Renaud | SE        | Agriculteur     |
| 2001                                     | En cours | Claude Lemière | SE        | Agent technique |
| Les données manquantes sont à compléter. |          |                |           |                 |

Le conseil municipal est composé de quinze membres dont le maire et quatre adjoints.

## Démographie
L'évolution du nombre d'habitants est connue à travers les recensements de la population effectués dans la commune depuis 1793. Pour les communes de moins de 10 000 habitants, une enquête de recensement portant sur toute la population est réalisée tous les cinq ans, les populations de référence des années intermédiaires étant quant à elles estimées par interpolation ou extrapolation. Pour la commune, le premier recensement exhaustif entrant dans le cadre du nouveau dispositif a été réalisé en 2004.
En 2022, la commune comptait 632 habitants, en évolution de +36,5 % par rapport à 2016 (Calvados : +1,58 %, France hors Mayotte : +2,11 %).
Ellon a compté jusqu'à 607 habitants en 1806.
| 1793 | 1800 | 1806 | 1821 | 1831 | 1836 | 1841 | 1846 | 1851 |
| ---- | ---- | ---- | ---- | ---- | ---- | ---- | ---- | ---- |
| 577  | 568  | 607  | 535  | 435  | 503  | 504  | 463  | 469  |

| 1856 | 1861 | 1866 | 1872 | 1881 | 1886 | 1891 | 1896 | 1901 |
| ---- | ---- | ---- | ---- | ---- | ---- | ---- | ---- | ---- |
| 462  | 441  | 426  | 433  | 408  | 396  | 398  | 367  | 350  |

| 1906 | 1911 | 1921 | 1926 | 1931 | 1936 | 1946 | 1954 | 1962 |
| ---- | ---- | ---- | ---- | ---- | ---- | ---- | ---- | ---- |
| 367  | 355  | 316  | 290  | 284  | 287  | 294  | 320  | 318  |

| 1968 | 1975 | 1982 | 1990 | 1999 | 2004 | 2006 | 2009 | 2014 |
| ---- | ---- | ---- | ---- | ---- | ---- | ---- | ---- | ---- |
| 324  | 291  | 364  | 380  | 374  | 343  | 348  | 408  | 471  |

| 2019 | 2022 | - | - | - | - | - | - | - |
| ---- | ---- | - | - | - | - | - | - | - |
| 585  | 632  | - | - | - | - | - | - | - |

## Culture locale et patrimoine

### Lieux et monuments
- Église Saint-Pierre, du XIIe siècle. La tour-clocher du XIVe est classée Monument historique depuis le 22 octobre 1913[31].
- Ancien château[32] devenu la ferme du Clos, utilisée de nos jours en haras.

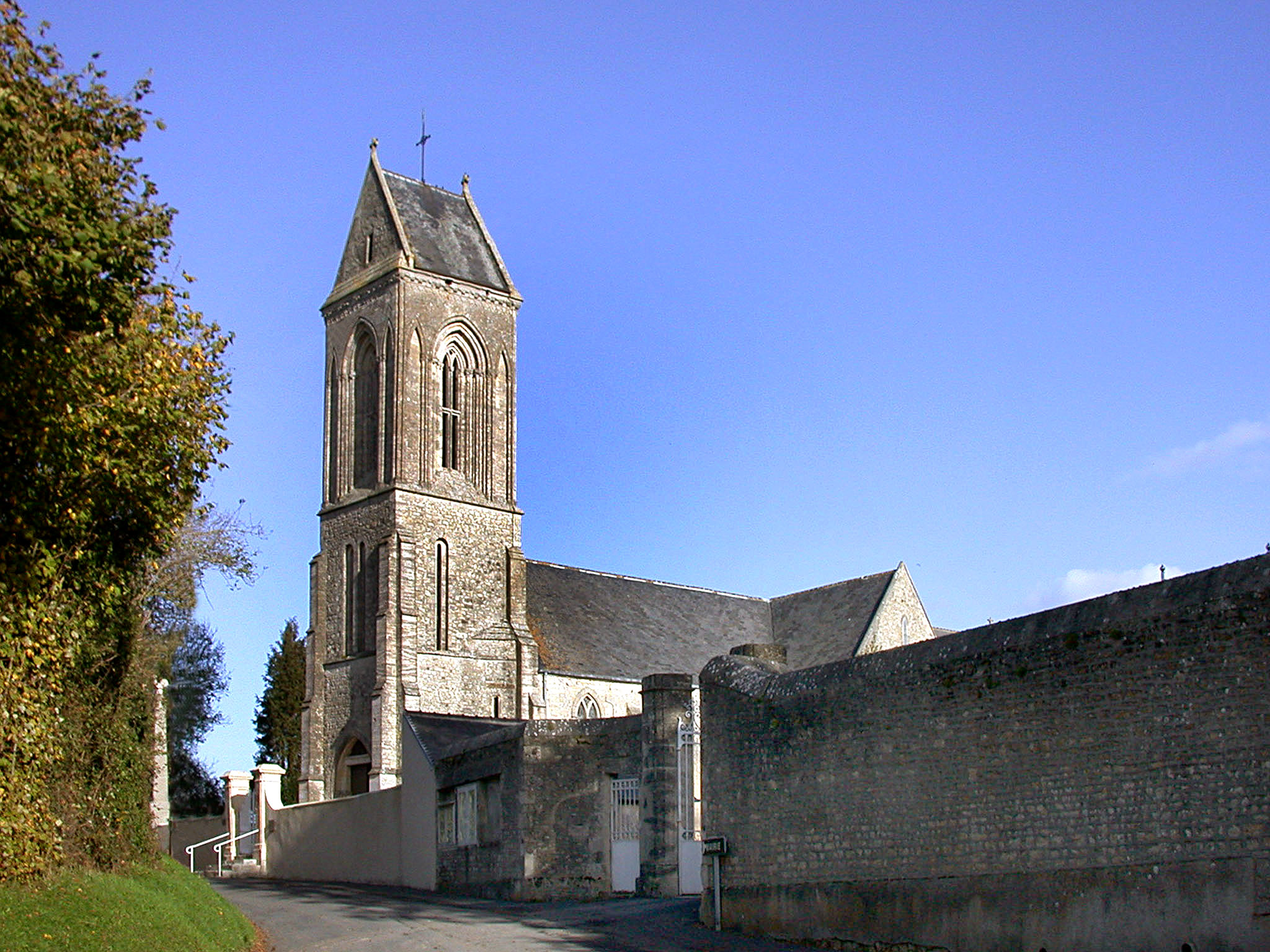
L'église Saint-Pierre.
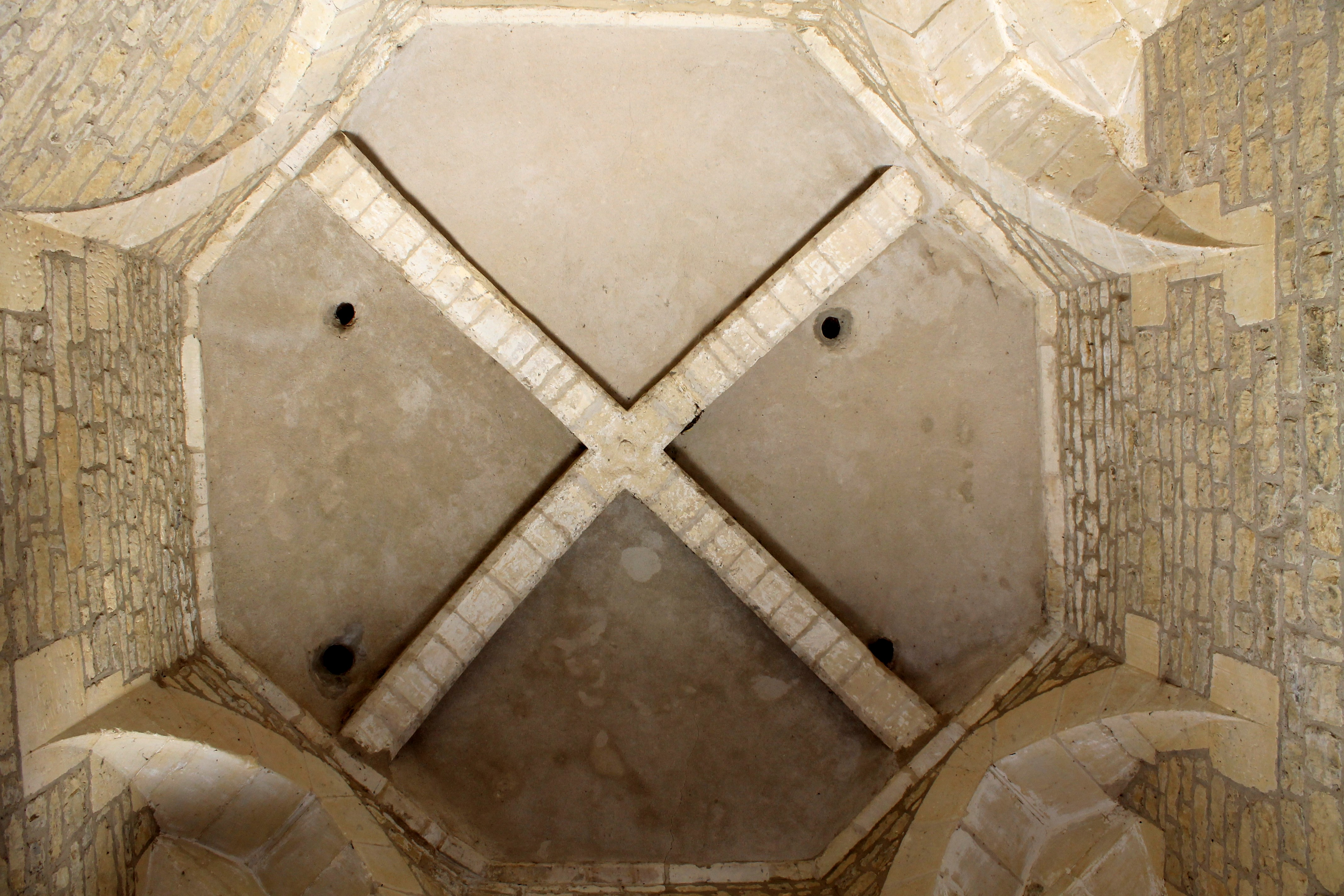
La voûte du porche d'entrée de l'église Saint-Pierre.
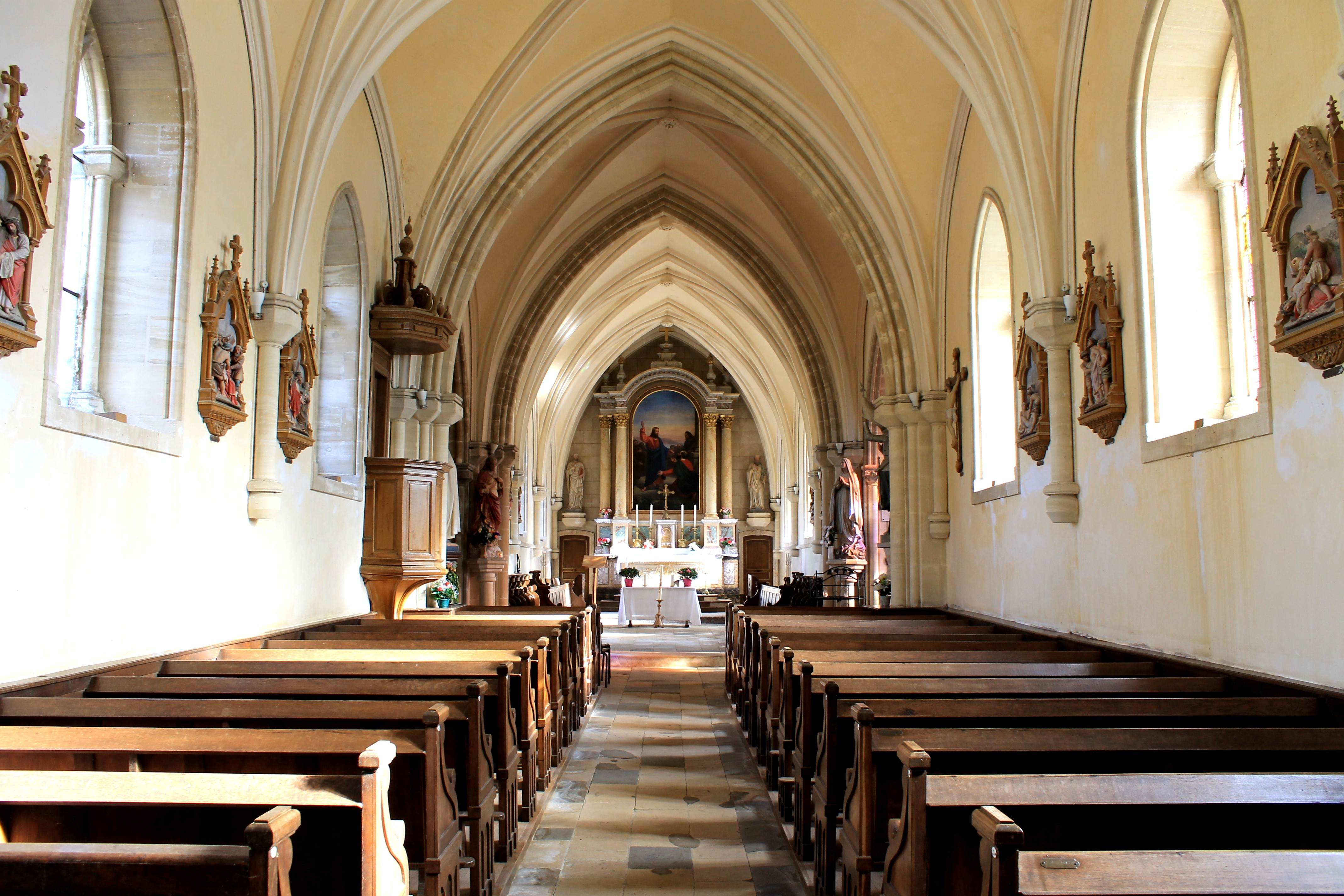
La nef de l'église Saint-Pierre.
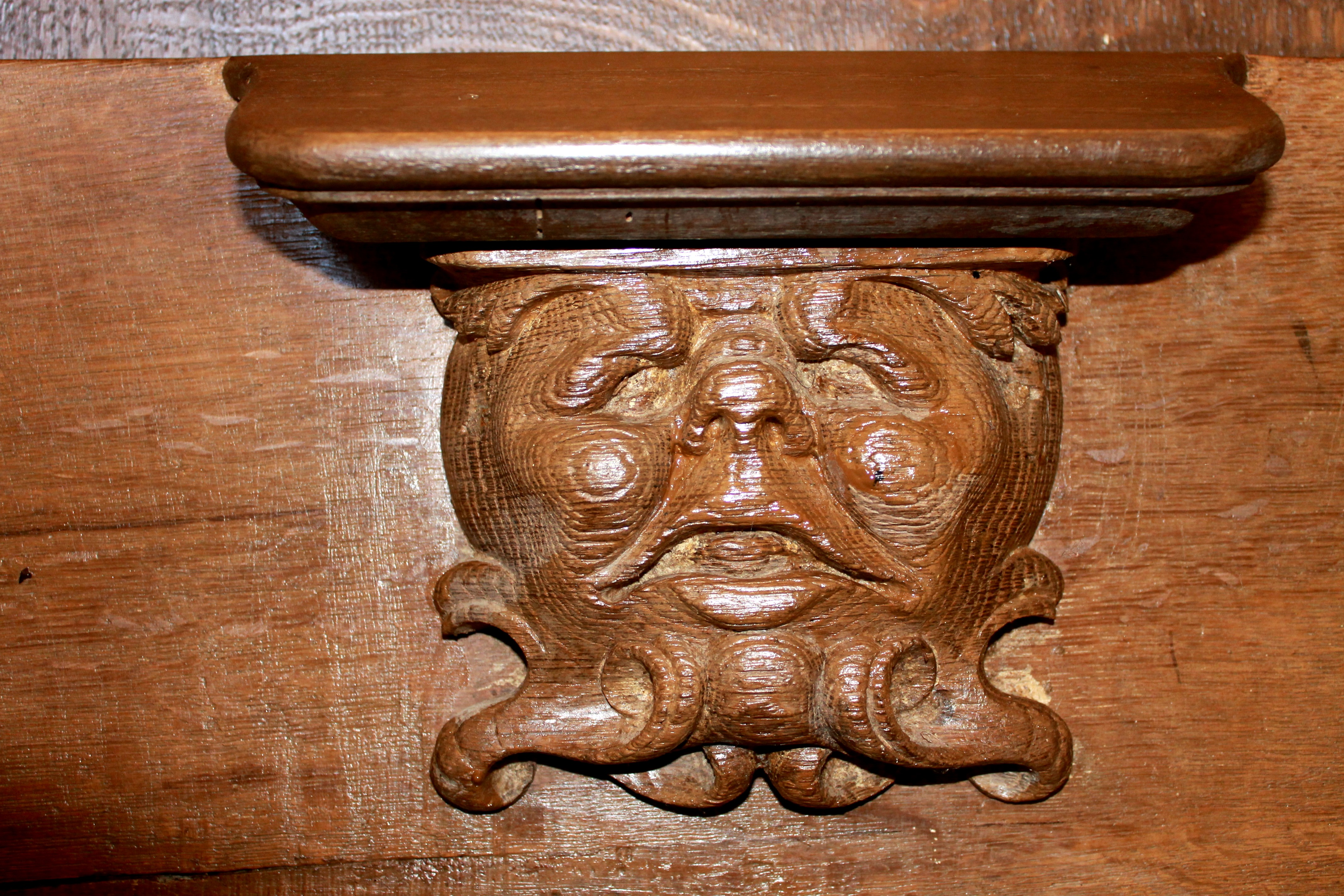
Une miséricorde de stalles.

### Personnalités liées à la commune
- Auguste Fauchon (1856 à Ellon-1939), traiteur français.

### Héraldique
| Blason de Ellon | Blason  | Coupé ondé : au 1er parti au I d'azur à deux léopards d'or, armés et lampassés d'azur, l'un sur l'autre, au II d'or à deux clés de sable passées en sautoir, au 2d d'azur à un avion de type « Mustang » d'argent volant en fasce. |
| Blason de Ellon | Détails | Les deux léopards d'or rappellent les armoiries de la Normandie. Adopté le 20 mai 2022. |